# Пантессаліко (стадіон)
Стадіон «Пантессаліко» (грец. Πανθεσσαλικό Στάδιο) — багатофункціональний стадіон у місті Волос, Греція, домашня арена футбольних клубів «Нікі» та «Олімпіакос» (Волос).
Стадіон побудований та відкритий 2004 року на місці недобудованого раніше стадіону в рамках підготовки до Літніх Олімпійських ігор. Арена є складовою багатофункціонального спортивного комплексу, до якого також входять два баскетбольних майданчики, два тенісних корти, волейбольний майданчик та окреме футбольне поле. Поблизу стадіону розташована автомобільна стоянка.
Арена приймала матч між збірними Греції та Мексики в рамках футбольного турніру Літніх Олімпійських ігор 2004 року та фінали Кубка Греції з футболу 2007 і 2017 років.